# Paul Kornfeld

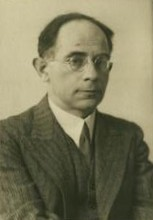
Paul Kornfeld (vor 1939)

Paul Kornfeld (* 11. Dezember 1889 in Prag, Österreich-Ungarn; † 25. April 1942 im Ghetto Litzmannstadt) war ein deutschsprachiger Dramaturg und Schriftsteller.

## Leben
Paul Kornfeld wurde in der Prager Neustadt im Haus V Jámě Nr. 1671 in der Nähe des Wenzelsplatzes geboren. Er entstammte einer jüdischen Familie. Seine Vorfahren waren Rabbiner und Talmud-Gelehrte, darunter auch sein Urgroßvater Aron Kornfeld (1795–1881), der die letzte Jeschiwa in Böhmen geleitet hatte. Der Vater Moriz Kornfeld (1852–1934) besaß in Prag einen Spinnereibetrieb und eine Färberei, galt aber daneben als Kenner philosophischer, religiöser und belletristischer Werke. 
Kornfeld erhielt nach dem Besuch der Prager Schule in der Panská Straße und des Gymnasiums in der Šťepanská Straße (Stephansgymnasium) im Juni 1908 seine Matura und studierte an der Karl-Ferdinands-Universität. Zu seinen Schulkameraden am Stephansgymnasium gehörten Franz Werfel und Willy Haas, der spätere Herausgeber der Wochenzeitung Die Literarische Welt. Schon während der Schulzeit orientierten sie sich an Georges Algabal, Goethes Faust und am Werk von Byron. Gemeinsam mit Max Brod organisierten die Freunde Treffen, bei denen sie einander eigene literarische Texte vorlasen. Hierüber berichteten Franz Werfel in seinem Werk Der Abituriententag und Max Brod in seinen Memoiren Streitbares Leben. Gelegentlich fanden die Treffen in der elterlichen Wohnung der Kornfelds statt. 
Ein ständiger Gast war Paul Kornfeld im Literatencafé Arco, wo sich zu Beginn des 20. Jahrhunderts die böhmischen Schriftsteller und Dichter trafen: Neben seinem eigenen Freundeskreis waren es u. a. Oskar Baum, Rudolf Fuchs, Hans Janowitz und dessen Bruder, der Lyriker Franz Janowitz, Franz Kafka, Egon Erwin Kisch, Otto Pick und Johannes Urzidil. Als Publikationsorgan dienten dem sogenannten Prager Kreis zwischen 1911 und 1912 besonders die Herder-Blätter.
Nach dem Tod seines älteren Bruders im Juni 1905 erwartete die Familie, dass Paul Kornfeld nach dem Studium die Nachfolge im väterlichen Unternehmen antreten würde. Wegen seiner literarischen Ambitionen, aber auch um der Prager Stimmung einer überhitzten und vorwiegend destruktiven Intelligenz zu entkommen, zog Paul Kornfeld im Jahr 1914 nach Frankfurt am Main, wo ihm sein dichterischer Durchbruch gelang. Das 1913 geschriebene Erstlingswerk Die Verführung, ein Frühwerk des Expressionismus, erschien 1916 und wurde 1917 am Schauspielhaus Frankfurt uraufgeführt. In Frankfurt heirateten Paul Kornfeld und die Schauspielerin Fritta Brod (* 1896, † 1988) im Jahr 1919. In diesem Jahr nannte Kornfeld die Adresse Kronberg im Taunus, Frankfurter Straße 10. Die Ehe wurde 1926 geschieden. Das opernhafte Mysterienspiel Himmel und Hölle wurde 1918/19 von Hermann Bahr für das Burgtheater akzeptiert, durfte aber in Folge nicht aufgeführt werden. In der Folgezeit distanzierte sich Kornfeld vom Expressionismus und verarbeitete diesen in der Komödie Der Traum (1922 bei Rowohlt erschienen) satirisch.
1925 holte Max Reinhardt Kornfeld als Dramaturg nach Berlin, und 1927 wechselte er nach Darmstadt an das Hessische Landestheater zu Gustav Härtung. Hier kam es zu einem Eklat: 
Kornfeld konterte nach einem Gastspiel der Habima – eines seit 1916 bestehenden hebräischen Theaterensembles – die deutlich rassistisch geprägten Einwände der lokalen Kritik. In dieser Auseinandersetzung ergriff der Publizist Stefan Grossmann in seiner Zeitschrift Das Tage-Buch Partei für Kornfeld, aber er demissionierte trotzdem und wechselte 1928 erneut nach Berlin, wo er nunmehr Artikel in Grossmanns Zeitschrift veröffentlichen konnte. Neben Ernst Rowohlt zählten Hermann Ungar und Ludwig Marcuse zu seinem Freundeskreis. Das Stück Jud Süss, das am Theater am Schiffbauerdamm mehr als 30 mal gespielt wurde, wurde wegen seiner Aktualität zu seinem größten Bühnenerfolg. Hier zeichnet Kornfeld die Anpassung an ein antisemitisches Umfeld nach, dessen Streben der Vermeidung von Verachtung und Erniedrigungen gilt.
Im Dezember 1932 übersiedelte er nach siebzehn Jahren zurück nach Prag. Impuls für seine Rückkehr war der 80. Geburtstag seines Vaters. Nach Deutschland kam Kornfeld wegen der Machtübernahme der Nationalsozialisten im Januar 1933 nicht mehr zurück. Von Ernst Rowohlt hatte er inzwischen das Angebot erhalten, dass er Kornfelds ersten Roman verlegen würde. Von 1933 bis 1941 schrieb Paul Kornfeld am sogenannten Blanche-Konvolut, das erst 1957 im Rowohlt-Verlag in einer von Kurt Kusenberg gekürzten Fassung unter dem Titel Blanche oder Das Atelier im Garten veröffentlicht wurde.
Kornfeld wohnte damals in dem Prager Stadtviertel Vinohrady in der Straße Horní Stromce und Mánesova Straße. Obwohl er wusste, dass er in Prag nicht in Sicherheit war und mit Verwandten nach England hätte fliehen können, wollte er Prag nicht verlassen. Vor seiner Verhaftung am 31. Oktober 1941 durch die SS und Deportation in das Ghetto Litzmannstadt (Łódź), wo er nach einem halben Jahr an Typhus starb, schaffte er es, sein Romanmanuskript bei einer Tschechin zu verstecken, die es nach dem Krieg seinen Verwandten in London gab. 
In der Prager Pinkas-Synagoge trägt eine Gedenktafel den Namen Paul Kornfelds.

## Werke
- Die Verführung. Tragödie in fünf Akten. Fischer, Berlin 1916. online.
- Legende. Fischer, Berlin 1917.
- Himmel und Hölle. Tragödie in fünf Akten und einem Epilog. Fischer, Berlin 1919.
- Der ewige Traum. Komödie. Rowohlt, Berlin 1922. online.
- Palme oder Der Gekränkte. Eine Komödie in fünf Akten. Rowohlt, Berlin 1924.
- Kilian oder die gelbe Rose.  Eine Komödie in 3 Akten. Rowohlt, Berlin 1926.
- Jud Süss. Tragödie in drei Akten und einem Epilog. U: 7. Oktober 1930 im Theater am Schiffbauerdamm in Berlin. Rollenbuch bei Rowohlt Theater Verlag, Reinbek.
- Blanche oder das Atelier im Garten. Roman. Rowohlt, Hamburg 1957. Neuauflage 1980 ISBN 3499125374
- Revolution mit Flötenmusik und andere kritische Prosa 1916–1932. Hrsg. und kommentiert von Manon Maren-Grisebach. Schneider, Heidelberg 1977.